# Marcel Dassault
Marcel Dassault (născut Marcel Bloch; n. 22 ianuarie 1892, Paris, Île-de-France, Franța – d. 17 aprilie 1986, Neuilly-sur-Seine, Île-de-France, Franța) a fost un industriaș francez care și-a petrecut cariera în industria de avioane.

## Viața timpurie
Bloch s-a născut la 22 ianuarie 1892 la Paris. Părinții lui erau evrei.
A fost educat la Lycée Condorcet din Paris. După studii în inginerie electrică a absolvit Școala Breguet și Supaéro. La cea de-a doua școală, Bloch a fost coleg de clasă cu un elev rus numit Mihail Gurevici, care va fi ulterior instrumental în crearea seriei de aeronave MiG.
Compania sa a produs primul avion supersonic european numit Mystere.

## Legături externe
- Marcel Dassault - Dassault Aviation site